# Jorge Arturo Medina Estévez

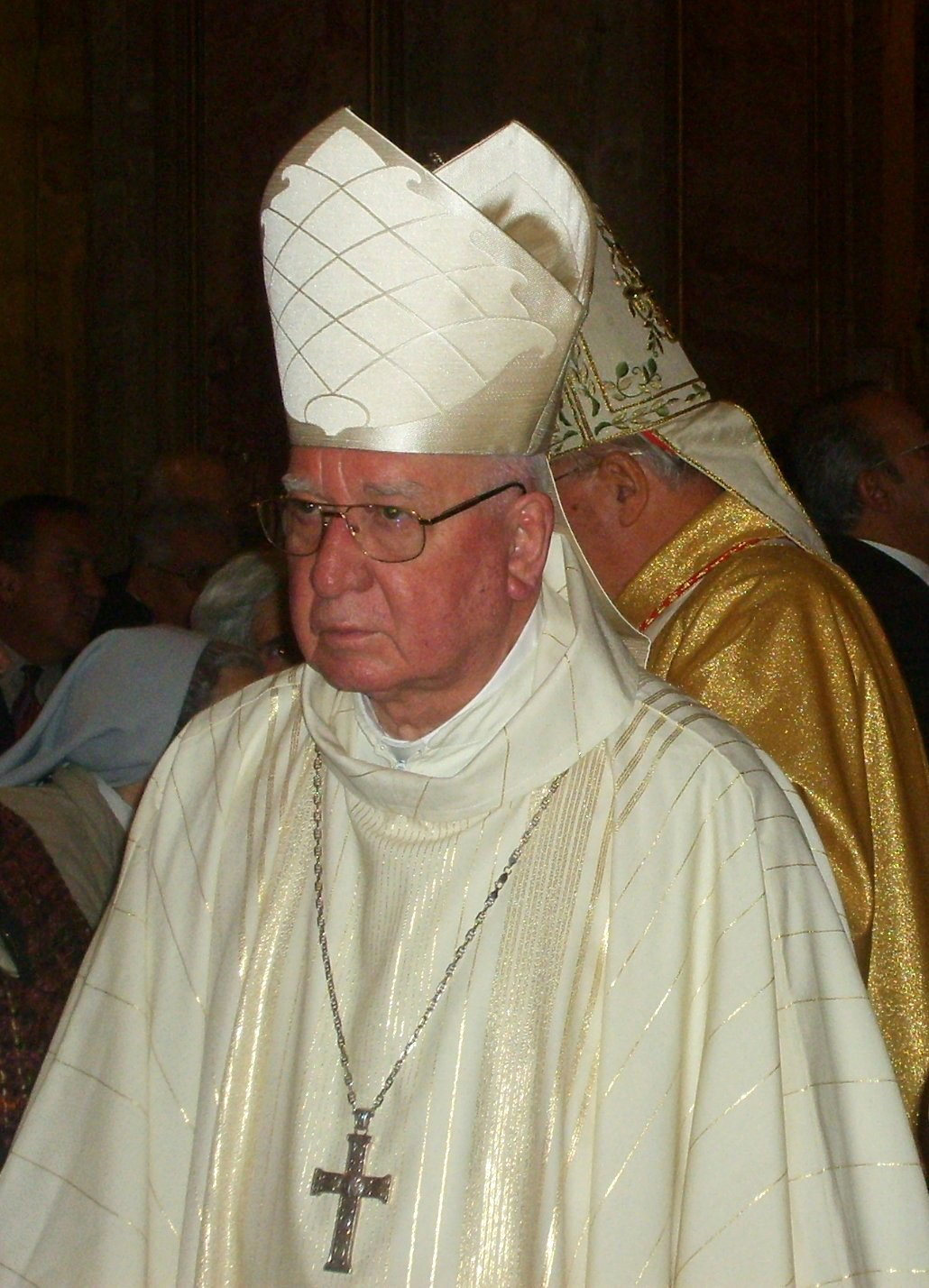
Jorge Arturo Kardinal Medina Estévez (2007)

Kardinalswappen

Jorge Arturo Kardinal Medina Estévez (* 23. Dezember 1926 in Santiago de Chile; † 3. Oktober 2021 ebenda) war ein chilenischer Geistlicher und Kurienkardinal der römisch-katholischen Kirche.

## Leben
Jorge Arturo Medina Estévez studierte an der Päpstlichen Katholischen Universität in Santiago die Fächer Katholische Theologie, Literaturwissenschaften und Biologie. Er erwarb das Lizenziat im Fach Biologie und promovierte sowohl in Theologie als auch in Kanonischem Recht. Am 12. Juni 1954 empfing er das Sakrament der Priesterweihe und wirkte anschließend als Gemeindeseelsorger und wurde als Hochschullehrer eingesetzt. In den Jahren 1962 bis 1965 nahm er als Experte am Zweiten Vatikanischen Konzil teil. Von 1965 bis 1984 wirkte er als Richter am Diözesangericht und in der Leitung der Katholischen Universität von Santiago. Darüber hinaus fungierte er als Berater verschiedener Dikasterien der Römischen Kurie.
Am 18. Dezember 1984 ernannte ihn Papst Johannes Paul II. zum Titularbischof von Thibilis und Weihbischof in Rancagua. Die Bischofsweihe spendete ihm der Papst am 6. Januar 1985 im Petersdom. Mitkonsekratoren waren der Substitut des Staatssekretariates, Eduardo Martinez Somalo, und der Kurienkardinal Duraisamy Simon Lourdusamy.
Am 25. November 1987 wurde er Bischof von Rancagua. Von 1993 bis 1996 leitete er die Diözese Valparaíso.
1996 wurde er zunächst Pro-Präfekt der Kongregation für den Gottesdienst und die Sakramentenordnung. Am 21. Februar 1998 nahm ihn Papst Johannes Paul II. als Kardinaldiakon mit der Titeldiakonie San Saba in das Kardinalskollegium auf und ernannte ihn zwei Tage später zum Präfekten der Gottesdienst-Kongregation. Jorge Medina leitete mehrere Bischofssynoden und repräsentierte den Papst bei verschiedenen Anlässen im Ausland.
Am 26. Januar 1999 erließ die Kongregation unter Medinas Leitung erstmals seit 385 Jahren neue Vorschriften zum Exorzismus. Ein 84-seitiges vatikanisches Handbuch zur Teufelsaustreibung „De Exorcismis et Supplicationibus Quibusdam“ löste die bis dahin gültige Anleitung aus dem Jahr 1614 ab.
Am 1. Oktober 2002 nahm der Papst sein altersbedingtes Rücktrittsgesuch als Präfekt der Sakramentenkongregation an. Vom 24. Februar 2005 bis zum 23. Februar 2007 war er Kardinalprotodiakon. Mit diesem Amt kam ihm nach dem Konklave 2005 die Aufgabe zu, die Wahl Joseph Ratzingers zum Papst der Öffentlichkeit zu verkünden und ihm während der feierlichen Amtseinführung das Pallium umzulegen.
Medina war 2001 bis 2006 Mitglied der Päpstlichen Kommission Ecclesia Dei.
Am 1. März 2008 wurde Jorge Medina zum Kardinalpriester pro hac vice erhoben. Am Konklave 2013 nahm er wegen Überschreitung der Altersgrenze von 80 Jahren nicht mehr teil. Kardinal Medina starb 2021 im Alter von 94 Jahren und wurde in der Kathedrale seiner Heimatstadt Santiago de Chile beigesetzt.

## Politische und gesellschaftliche Positionen
Medina wurde für seine Nähe zu dem chilenischen Diktator Augusto Pinochet kritisiert. Als Pinochet, der für die Ermordung von mehr als 3000 Personen verantwortlich gemacht wird, in Großbritannien inhaftiert wurde, bezeichnete Medina dies als „Demütigung Chiles“. Der chilenische Außenminister kritisierte 1997 Medina, der sich gegen eine Suspendierung Pinochets als Senator auf Lebenszeit geäußert hatte, dies sei eine Einmischung der Kirche in staatliche Angelegenheiten. Medina äußerte sich auch kritisch zur Demokratie: „Die Tatsache, dass es Demokratie gibt, bedeutet nicht automatisch, dass Gott will, dass Demokratie praktiziert wird.“ In den 1970er-Jahren sprach Medina als Richter am Diözesangericht in Santiago ein Berufsverbot gegen den Befreiungstheologen Fernando Castillo aus, welches für Kirchen und katholische Universitäten galt.
Widerspruch und Empörung löste 2011 in Chile seine Reaktion auf den sexuellen Missbrauch aus, den der katholische Priester Fernando Karadima, sein früherer Schüler, verübt hatte. Medina hatte in einem Interview dessen Verbrechen als Folge von Homosexualität und „menschlicher Schwäche“ bezeichnet und bezweifelt, dass ein Siebzehnjähriger Opfer sexuellen Missbrauchs sei, denn „ein Siebzehnjähriger weiß, was er tut“.
Als Anfang 2009 ein schwuler Vater das Sorgerecht für seine Söhne zugesprochen bekommen hatte, ließ Medina verlauten, dass nach Paulus praktizierende Homosexuelle nicht das Reich Gottes schauen würden, und er daher glaube, dass solche Personen nicht fähig seien, andere zu erziehen, erst recht keine Kinder. „Wenn die Kinder Christen sind und dieses homosexuelle Zusammenleben ablehnen, entsteht eine Spannung, die nicht vorteilhaft ist. Wenn die Kinder diese Situation schließlich akzeptieren, bedeutet das, dass sie mit etwas Unmoralischem einverstanden sind.“ Die Federación Chilena de la Diversidad Sexual kritisierte diese Aussagen scharf.
2004 setzte sich Medina gegen das Aufstellen eines Altars des baskischen Bildhauers Eduardo Chillida in der Jesuitenkirche St. Peter in Köln ein. Die Dreiteilung des Altars erfülle nicht die Vorgaben des kirchlichen Gesetzbuches.